# Imogen Cunningham

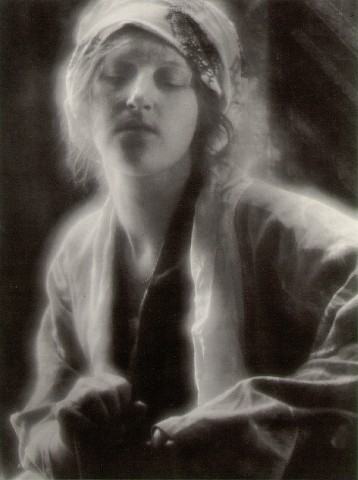
Dream, 1910.

Imogen Cunningham (Portland, 12 april 1883 - San Francisco, 24 juni 1976) was een Amerikaans fotografe en wordt beschouwd als een der belangrijkste vrouwelijke fotografen van de twintigste eeuw.

## Leven en werk
Cunningham begon met haar fotografisch werk tijdens haar studie aan de Universiteit van Washington in 1901. Ze werd geïnspireerd door de picturalistische fotografe Gertrude Käsebier en begon te werken voor indianenfotograaf Edward S. Curtis, bij wie ze veel kennis opdeed over drukmethoden. In 1909 volgde ze een studie aan de 'Technische Hochschule Dresden'. Tijdens dit oponthoud in Europa maakte ze ook contact met de bekende fotografen Alvin Langdon Coburn en Alfred Stieglitz, die haar verder inspireerden. Kort na haar terugkeer in de Verenigde Staten opende ze een studio in Seattle en verwierf snel bekendheid met haar portretten en picturalistische foto’s. Later huwde ze de kunstenaar Roi Partridge, kreeg drie kinderen en verhuisde naar San Francisco.
In 1932 richtte Cunningham samen met onder anderen Ansel Adams, Sonya Noskowiak, Willard van Dyke en Edward Weston de fotoclub Groep f/64 op, die het belang van detail en nauwkeurigheid in de fotografie propageerde en vooral ook het gebruik van scherptediepte. Edward Weston had eerder al een aantal van haar botanische foto’s (een favoriet onderwerp van Cunningham) genomineerd voor de befaamde expositie Film und Foto in Stuttgart (1929).
Midden jaren dertig scheidde Cunninham van Partridge, leefde een periode in Oakland en daarna weer in San Francisco. Daar opende ze een fotostudio waar ze tal van bekende sterren fotografeerde, zoals James Cagney, Cary Grant, Joan Blondell en Upton Sinclair. Vanaf de jaren veertig werkte ze ook veelvuldig voor tijdschriften en magazines. Ze doceerde aan de 'California School of Fine Arts'.
Tot op hoge leeftijd bleef Cunningham actief als fotografe. Ze overleed in 1976 op 93-jarige leeftijd.

## Galerij

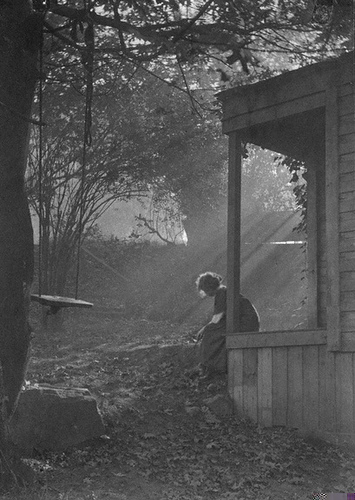
Morning Mist and Sunshine , 1911